# Emily Azevedo
Emily Azevedo (ur. 28 kwietnia 1983 w Farmington w stanie Connecticut) – amerykańska bobsleistka.
Podczas Igrzysk w Vancouver, w parze z Bree Schaaf, zajęła 5. miejsce w konkurencji bobslejowych dwójek.
Podobnie jak wielu innych bobsleistów karierę sportową zaczynała od lekkoatletyki (rekord życiowy w biegu na 100 metrów przez płotki – 14,23 w 2005).
W roku 2015 otrzymała powołanie do narodowej reprezentacji w rugby 7.